# Julien Clément (militaire)
Pour les articles homonymes, voir Julien Clément.
Julien Clément (Pont-de-Roide, 4 août 1908 - 1949,) est un officier de l'Armée française, chef de musique et résistant.
Il est l'auteur, en 1941, de l'acrostiche, en forme d'ode au maréchal Pétain, renfermant une insulte à Hitler, pour laquelle il reçut l'autorisation de diffusion du gouvernement de Vichy. Il est également l'auteur, en 1944, de la parodie Maréchal, les voilà ! en réaction  à la chanson Maréchal, nous voilà !
Il fut incarcéré à la prison Montluc en 1943. Il fut le chef de musique des FFI de la Loire puis du 99e régiment d'infanterie alpine.